# Ina (Nagano)
Ina (jap. 伊那市, -shi) ist eine Stadt im Zentrum der Präfektur Nagano auf der japanischen Hauptinsel Honshū. 

## Geographie
Der Fluss Tenryū fließt durch die Stadt von Norden nach Süden.

## Geschichte
Die Stadt Ina wurde am 31. März 2006 aus den ehemaligen Gemeinden Ina, Takatō und Hase gegründet.

## Sehenswürdigkeiten

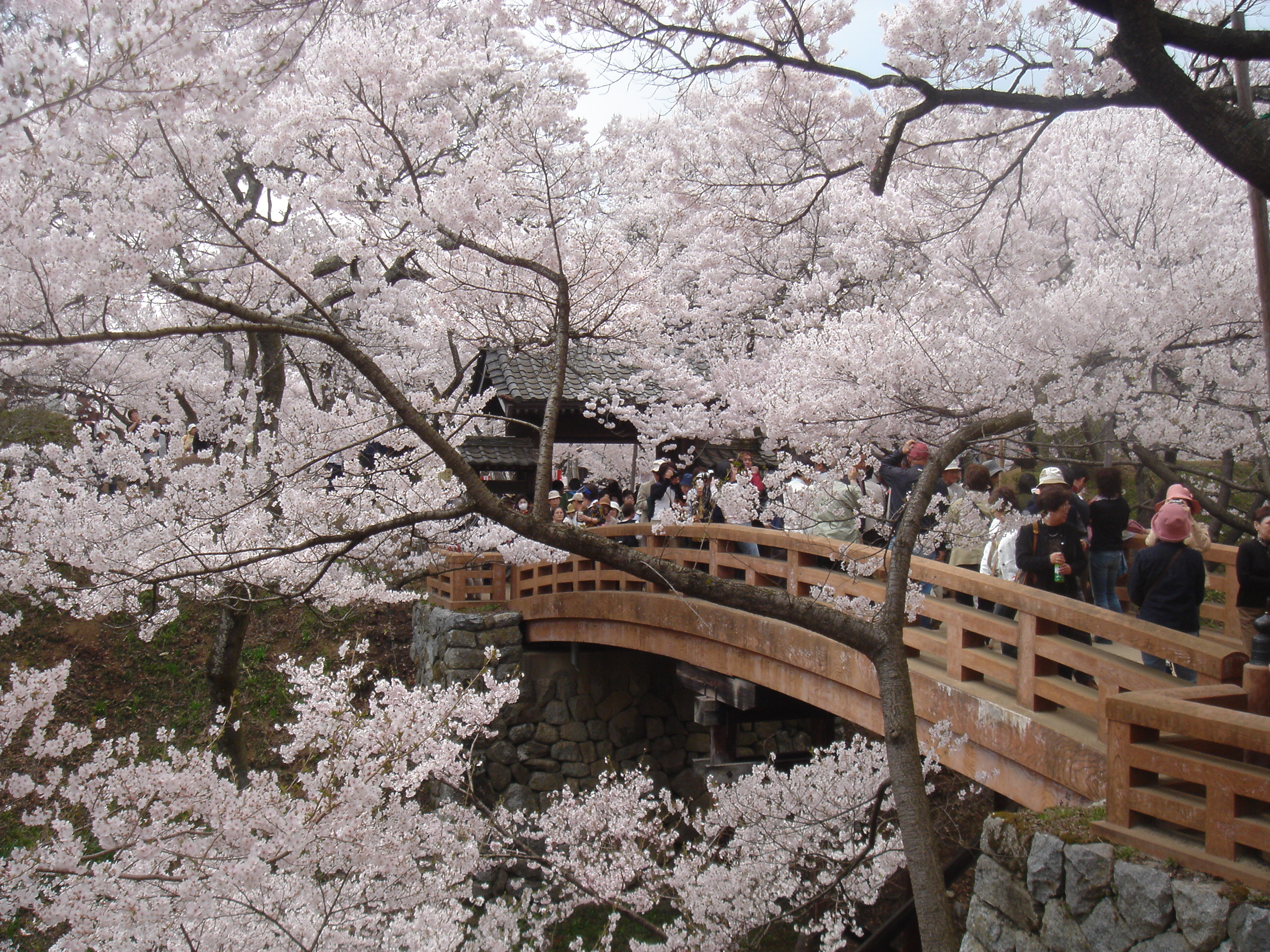
Brücke zur Burg Takatō

In Ina befindet sich die Burg Takatō (高遠城, Takato-jō) und der Takatō-Damm (高遠ダム, Takato-damu). Außerdem ist Ina ein Wintersportgebiet.

## Weblinks

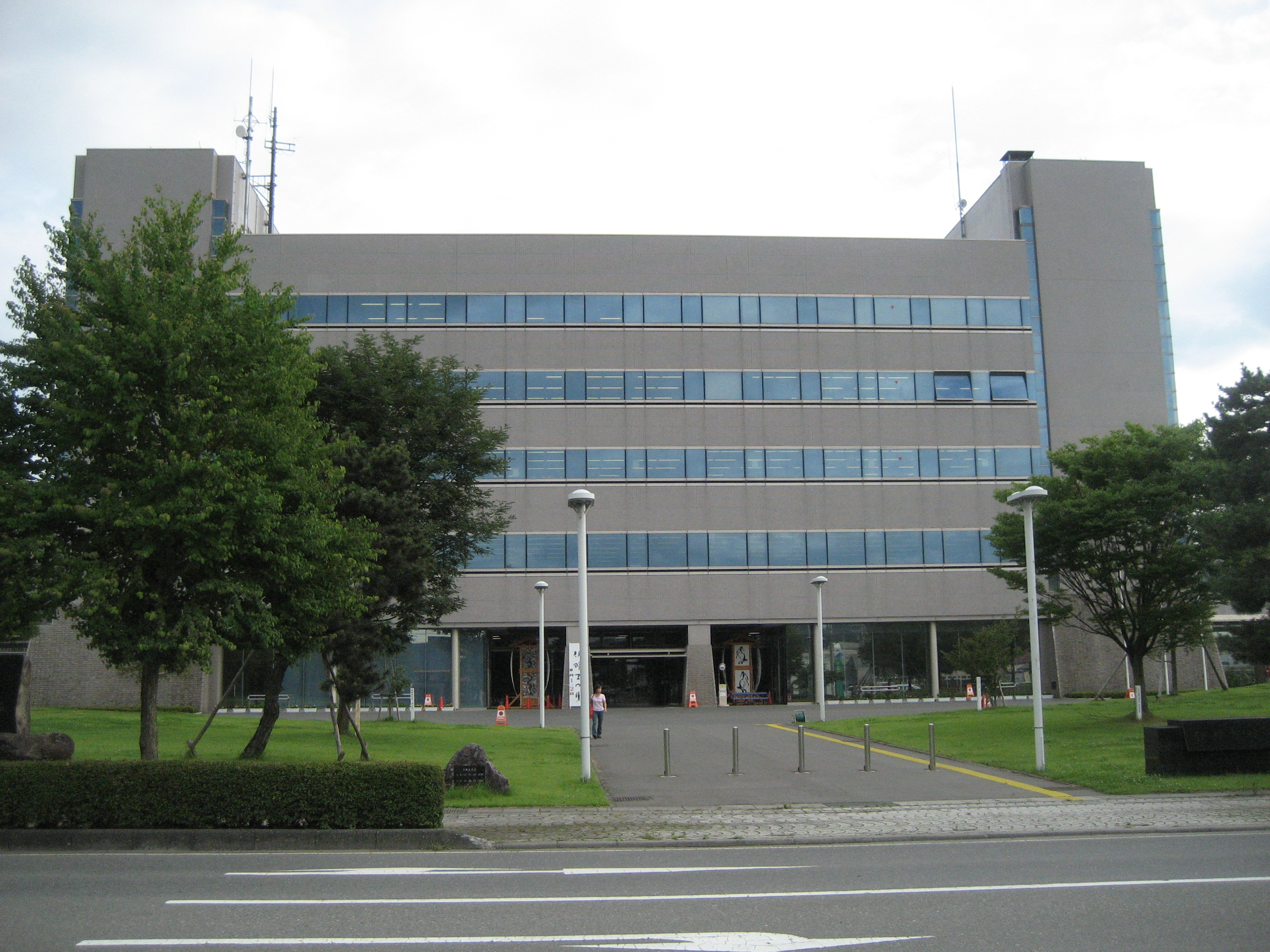
Rathaus

## Verkehr

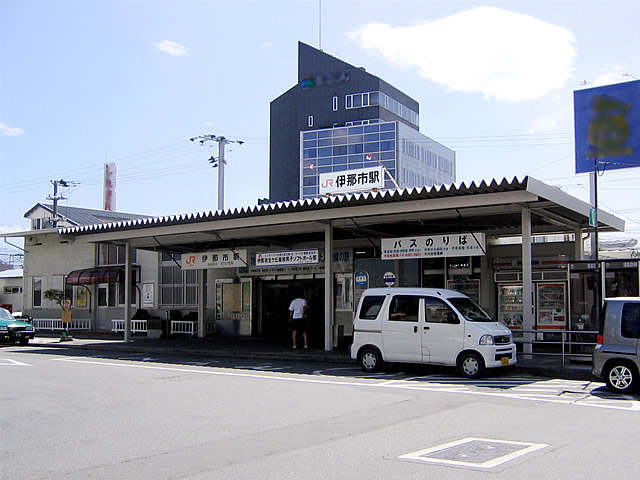
Bahnhof Inashi

- Straße:
  - Chūō-Autobahn
  - Nationalstraßen 152, 153, 361
- Zug:
  - JR Iida-Linie: nach Toyohashi

## Söhne und Töchter der Stadt
- Akemi Misawa (* 1945), Enka-Sängerin
- Shōta Hara (* 1992), Sprinter
- Ryōma Nishimura (* 1993), Fußballspieler

## Angrenzende Städte und Gemeinden
- Suwa
- Shiojiri
- Komagane
- Chino
- Minami-Alps
- Hokuto
- Shizuoka
- Minamiminowa